# 1965년 선거권법
1965년 선거권법(Voting Rights Act of 1965)은 투표에 관한 차별을 전반적으로 엄격하게 금지시킨 미국 역사상 기념비적 법률이다. 1964년 민권법을 서명한 린든 B. 존슨 대통령에 의해 서명되었다.

## 개요
이 법은 미국 수정 헌법 제15조를 구체화하여 주(州)와 지방 정부가 선거 자격을 제한하거나 투표에 필요한 요건, 표준, 관행, 또는 절차를 요구하는 것을 금지시킨 법으로, 인종이나 피부색 때문에 미국의 시민의 권리로 선거를 할 수 있는 권한을 부정하거나 줄이는 것을 금지하였다.